# سیمون اشلی
سیمون آشوینی پیلای (انگلیسی: Simone Ashwini Pillai؛ زادهٔ ۳۰ مارس ۱۹۹۵) که با نام حرفه‌ای‌اش سیمون اشلی (انگلیسی: Simone Ashley) شناخته می‌شود، بازیگر بریتانیایی است. دلیل عمده شهرت‌اش، بازی در سریال درام تاریخی بریجرتون (۲۰۲۲–اکنون) از نتفلیکس   و کمدی-درام آموزش جنسی (۲۰۱۹–۲۰۲۱) از نتفلیکس است.

## زندگی
سیمون آشوینی پیلای زاده والدین هندی تامیل، به نام‌های لاتا و گوناسخاران پیلای است. اشلی اهل کمبرلی، ساری است و یک برادر بزرگتر دارد. اشلی در مورد اینکه چگونه با وجود بزرگ شدن در خانواده دانشگاهی، همواره تمایل به فعالیت در زمینه هنر داشته، صحبت کرده است. والدینش در مورد گرایش او به هنر مردد بودند. او به مجله گلامور گفته: «والدینم کاملاً از من حمایت می‌کردند. آنها نسل اول از مهاجرانی هستند که از هند به این کشور آمدند، بنابراین واقعاً زندگی‌ای نداشتند که بتوانند دست به هر انتخابی بزنند.» اشلی با خواندن موسیقی کلاسیک، اپرا و نواختن پیانو بزرگ شد.
خانواده اشلی بعداً به بیکنزفیلد نقل مکان کردند، جایی که او در دبیرستان بیکنزفیلد و سپس مدرسه تئاتر ردروفس در میدنهد برای کلاس ششم تحصیل کرد. او در سن شانزده سالگی مدرسه را ترک کرد. او بخشی از سال‌های نوجوانی خود را در اوهای، کالیفرنیا، جایی که اقوامش زندگی می‌کردند، گذراند. او پس از امضای قرارداد با یک آژانس مدلینگ، در ۱۸ سالگی تست مدلینگ را گذراند. او سپس در مدرسه هنرهای آموزشی (ArtsEd) در غرب لندن به تحصیل بازیگری پرداخت.

## حرفه
نخستین تجربه بازیگری اشلی، نقش‌آفرینی در دو قسمت از درام تخیلی نوجوانان خون گرگ از شبکه سی‌بی‌بی‌سی در نقش زهره بود. پس از آن در سریال تریلر گناه (۲۰۱۶) و سریال درام جنایی برادچرچ (۲۰۱۷) از شبکه آی‌تی‌وی ظاهر شد. بازی در یک نقش کوچک در بوگی‌من در نقش آرتی و نقشی برجسته‌تر در بن لیک را بکش اولین تجربه‌های اشلی برای بازی در فیلم بلند به‌شمار می‌روند.
اشلی از سال ۲۰۱۹ تا ۲۰۲۱، نقش شخصیت تکرارشونده اولیویا را در کمدی-درام آموزش جنسی بازی کرد. او همچنین در سال ۲۰۲۰ در نقش الیز فاکس در مینی سریال هیجان‌انگیز روان‌شناختی شبکه آی‌تی‌وی با نام دو خواهر ظاهر شد.
اشلی در سال ۲۰۲۱ توسط ورایتی به عنوان یکی از شخصیت‌های سینما و تلویزیون بریتانیایی معرفی شد. پس از تست بازیگری در سال ۲۰۲۰، در فوریه ۲۰۲۱ اعلام شد که اشلی در نقش اصلی لیدی کیت در مقابل جاناتان بیلی در نقش آنتونی در سری دوم درام عاشقانه نتفلیکس با نام بریجرتون بازی خواهد کرد. این سریال در مارس ۲۰۲۲ منتشر شد. قرار است نقش او برای سری سوم نیز تکرار شود.
اشلی در سال ۲۰۲۲، در فهرست  ۳۰ شخص زیر ۳۰ سال فوربز در صنعت سرگرمی اروپا، فهرست 100 Next تایم و هالیوود ریپورتر حضور داشت. تصیر او بر روی جلد شماره دسامبر ۲۰۲۲ مجله بریتیش ووگ چاپ شد. اشلی قرار است در سال ۲۰۲۳، در فیلم لایو اکشن  پری دریایی کوچولو  که از فیلم  پری دریایی کوچولو (۱۹۸۹) ساخته دیزنی اقتباس شده، در نقش ایندیرا، خواهر آریل بازی کند.

## فیلم‌شناسی

### فیلم
| سال  | عنوان             |
| ---- | ----------------- |
| ۲۰۱۸ | بوگی‌من            |
| ۲۰۱۸ | بن لیک را بکش     |
| ۲۰۱۸ | گنجشک             |
| ۲۰۱۹ | کارآگاه پیکاچو    |
| ۲۰۲۳ | پری دریایی کوچولو |
| ۲۰۲۳ | ۱۰ زندگی          |

### تلویزیون
| سال        | عنوان              |
| ---------- | ------------------ |
| ۲۰۱۶       | خون گرگ            |
| ۲۰۱۶       | گناه               |
| ۲۰۱۷       | برادچرچ            |
| ۲۰۱۷       | استرایک            |
| ۲۰۱۷       | بازرس کولیندر      |
| ۲۰۱۸       | پزشک‌ها             |
| ۲۰۱۹       | حادثه              |
| ۲۰۱۹       | کابوس یک مادر شاغل |
| ۲۰۲۱-۲۰۱۹  | آموزش جنسی         |
| ۲۰۲۰       | دو خواهر           |
| ۲۰۲۲-اکنون | بریجرتون           |

### موزیک ویدئو
| سال  | آهنگ         | هنرمند                |
| ---- | ------------ | --------------------- |
| ۲۰۲۲ | نامه عاشقانه | اودزا همراه با د ناکز |

## فهرست جایزه‌ها و نامزدی‌ها
| سال  | جایزه                                   | رده                            | کار نامزد شده | نتیجه     | مرجع  |
| ---- | --------------------------------------- | ------------------------------ | ------------- | --------- | ----- |
| ۲۰۲۲ | IMDb Starmeter Award                    | ستاره نوظهور                   | بریجرتون      | برنده     | [ ۱ ] |
| ۲۰۲۲ | Hollywood Critics Association TV Awards | بهترین بازیگر زن در سریال درام | بریجرتون      | نامزدشده  |       |
| ۲۰۲۲ | National Television Awards              | بهترین اجرای درام              | بریجرتون      |           | [ ۲ ] |
| ۲۰۲۲ | Asian Achievers Awards                  | هنر و فرهنگ                    | هنر و فرهنگ   | در انتظار |       |
| ۲۰۲۲ | TV Choice Awards                        | بهترین بازیگر زن               | بریجرتون      | نامزدشده  |       |